# Luis Salom
Luis Jaime Salom Horrach (ur. 7 sierpnia 1991 w Palma de Mallorca, zm. 3 czerwca 2016 w Barcelonie) – hiszpański motocyklista, wicemistrz świata w klasie Moto3 z 2012 roku i brązowy medalista tej klasy z sezonu 2013. Salom zginął w wyniku obrażeń odniesionych podczas drugiego treningu przed GP Katalonii 2016.

## Kariera

### Początki
Luis Salom zaczął się ścigać w wieku 8 lat, kiedy to wygrał mistrzostwa Balearów Supermotard w klasie 50 cm³. W 2005 roku Salom awansował do klasy 125 cm³, w której zdobył dwa mistrzostwa Balearów z rzędu.
W 2007 roku Salom awansował do mistrzostw CEV Buckler. Salom sezon ukończył na siódmym miejscu, zdobywając jedno podium (na torze Catalunya). W 2007 roku Salom wziął również udział w Red Bull Rookies Cup, gdzie zwyciężył na torze w Assen oraz zajął drugie miejsce w Jerez. W klasyfikacji generalnej Salom zajął czwarte miejsce.
Luis kontynuował przygodę z Red Bull Rookies w sezonie 2008, który rozpoczął od 4 zwycięstw w 5 pierwszych wyścigach. Salom sezon zakończył na drugim miejscu, przegrywając z J. D. Beachem o 4 punkty. Salom również zajął drugie miejsce w serii CEV Buckler, gdzie przegrał walkę o mistrzostwo z Efrénem Vázquezem.

### Motocyklowe mistrzostwa świata

#### 125  cm³/Moto3 (2009-2014)

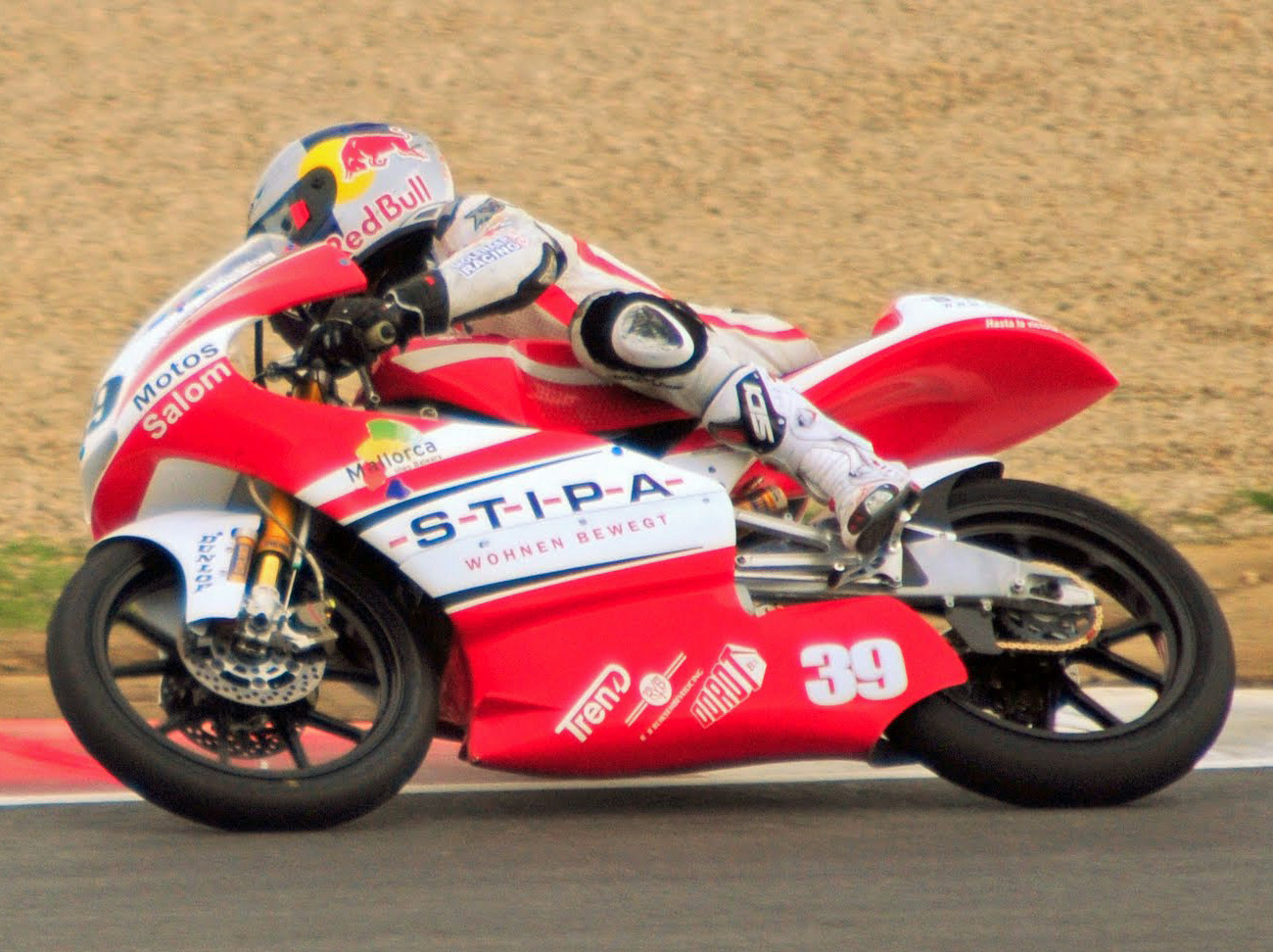
Luis Salom na Silverstone w 2010 roku

Salom karierę w MMŚ rozpoczął w sezonie 2009, kiedy to dwukrotnie wystąpił z dziką kartą w teamie SAG-Castrol. Salom starował również w 10 ostatnich wyścigach sezonu w teamie Jack & Jones Team, gdzie zastąpił Simone Corsiego. Luis Salom punktował sześciokrotnie, GP Wielkiej Brytanii ukończył na 6. miejscu, a sezon zakończył z 21 punktami na 22. pozycji.
Następny sezon Salom rozpoczął w teamie Lambretta Reparto Corse, w którym startował tylko przez dwie pierwsze rundy, gdyż Salom przed GP Hiszpanii zmienił team na Stipa-Molenaar Racing GP. Salom ukończył sezon na 12. miejscu z 72 punktami. Najlepsze miejsce Hiszpana w sezonie to 5. lokata w GP Portugalii.
Sezon 2011 Salom przejeździł w RW Racing GP. Holenderskie TT Salom ukończył na 2. miejscu, co było jego pierwszym podium w MMŚ. Salom powtórzył wynik z Assen w GP Australii. Luis sezon zakończył na 8. miejscu, zdobywając 116 punktów.
Na sezon 2012 Salom pozostał w teamie RW. Salom odniósł pierwsze zwycięstwo w MMŚ w GP Indianapolis. Salom drugi raz wygrał w GP Aragonii. Ponadto Luis czterokrotnie finiszował drugi i dwukrotnie trzeci, zajmując drugie miejsce w klasyfikacji generalnej z dorobkiem 214 punktów.
Przed sezonem sezon 2013 Salom zmienił ekipę na Red Bull KTM Ajo. Salom 8 pierwszych wyścigów ukończył na podium, a 4 z nich wygrał. Dobra postawa Saloma zaowocowała prowadzeniem w klasyfikacji generalnej, które Luis stracił dopiero po GP Japonii, którego nie ukończył. Losy mistrzostwa rozstrzygnęły się w ostatnim GP Walencji, w którym Luis zaliczył wywrotkę i ukończył wyścig na 14. miejscu. Salom sezon ukończył na 3. miejscu tracąc 21 punktów do Mavericka Viñalesa i 11 oczek do Álexa Rinsa.

#### Moto2 (2014-2016)
Dzięki dobrej postawie w Moto3 Luis Salom awansował do klasy Moto2, w której w latach 2014-2015 startował w teamie Paginas Amarillas HP 40. Pierwsze podium w średniej klasie Salom zanotował już w swoim trzecim wyścigu w Moto2, kiedy to zajął trzecie miejsce w GP Argentyny. Salom wynik ten poprawił podczas GP Włoch, które ukończył na drugiej pozycji. Sezon 2014 Salom zakończył na ósmym miejscu z 85 punktami.
Sezon 2015 Salom zakończył na 13. pozycji z 80 punktami.
Sezon 2016 Salom rozpoczął w ekipie SAG Team. Salom zajął drugie miejsce podczas rozpoczynającej sezon GP Kataru. Luis Salom zmarł w wyniku obrażeń odniesionych podczas drugiego treningu przed GP Katalonii.

## Śmierć

Nitka toru Catalunya podczas feralnego treningu.

Zmieniona specyfikacja użyta podczas wyścigu.

3 czerwca 2016 roku, 25 minut przed zakończeniem drugiego wolnego treningu Moto2, Luis Salom miał wypadek na 12. zakręcie toru Catalunya. Salom stracił panowanie nad motocyklem, w wyniku uślizgu przedniego koła, czego skutkiem było wypadnięcie z toru. Pobocze w tym miejscu było pokryte asfaltem, przez co Luis Salom nie wytracił prędkości i niefortunnie uderzył we własny motocykl, który odbił się od bandy. Wypadek nie został zarejestrowany przez kamery MotoGP, jednakże moment incydentu został uchwycony przez kamery ochrony znajdujące się w pobliżu zakrętu 13. Sesja szybko została przerwana, a Salom był reanimowany na miejscu zdarzenia, a następnie został przewieziony karetką do Szpitala Uniwersyteckiego w Barcelonie, gdzie zmarł w trakcie operacji o godzinie 16:55.
Kilka dni po zdarzeniu SAG Team, team Saloma, wydał oświadczenie, z którego wynika, że przyczyną upadku Hiszpana były nierówności asfaltu na feralnym odcinku toru. Valentino Rossi twierdzi, że zawodnicy zgłaszali ten problem od 6 lat.
Konsekwencją śmierci Saloma była zmiana części toru używanego w Formule 1, w celu zredukowania prędkości w tej części toru. Śmierć Luisa Saloma jest pierwszym wypadkiem śmiertelnym w MMŚ od wypadku Marco Simoncellego podczas GP Malezji 2011.
Dyrekcja MotoGP decyzję o kontynuacji weekendu zostawiła rodzinie, która stwierdziła, że wolą zmarłego byłoby kontynuowanie rywalizacji. Dzień wyścigów o GP Katalonii rozpoczął się minutą ciszy, podczas której na środku prostej startowej wszyscy zawodnicy MMŚ, rodzina Luis Saloma i mechanicy oddali hołd zmarłemu Hiszpanowi. Wielu zawodników wystartowało w wyścigach z czarnymi wstążkami i naklejkami z numerem 39. Po wyścigach wielu zawodników oddało hołd Luisowi, np. Álex Rins i Maverick Viñales przejechał okrążenie z flagą z napisem LS 39 El Mexicano, Johann Zarco po zwycięstwie zamiast tradycyjnego salta w tył spuścił głowę stojąc przy feralnym zakręcie, Pol Espargaró w feralnym miejscu toru umieścił tablicę z numerem 39 i uklęknął, Marc Márquez po wyścigu zamienił swój numer startowy 93 na 39, zawodnicy na podium pojawili się w czarnych koszulkach z napisem Always in our hearts. W obliczu śmierci Luisa Saloma doszło do zakończenia konfliktu między Valentino Rossim a Markiem Márquezem, którzy po wyścigu podali sobie ręce.
8 czerwca o godzinie 21:00 odbył się pogrzeb Luisa Saloma w katedrze La Seu w Palma de Mallorca, rodzinnym mieście motocyklisty. W uroczystości wzięło udział ponad 3 tysiące osób, m.in. Marc Márquez, Jorge Lorenzo, Dani Pedrosa, Maverick Viñales, Esteve Rabat, Pol Espargaró, Aleix Espargaró, Álex Márquez, Sito Pons, Jorge Martínez Aspar, Àlex Crivillé, Joan Mir, Emilio Alzamora, Alberto Puig, Julian Simon, Ana Carrasco, Brigitte Yagüe, Rafael Nadal, Carmelo Ezpeleta, Vitto Ippolito, José Hila i Francina Armengol. Matka Luisa Saloma ścięła włosy i pochowała je razem z ciałem syna.
Fernando Alonso umieścił na swoim kasku na GP Kanady naklejkę upamiętniającą Luisa Saloma.

## Statystyki

### Sezony
| Sezon | Klasa   | Team      | Motocykl                   | Numer | Wyścigi | Zwycięstwa | Podium | PP | NO | Pkt. | Poz. koń. |
| ----- | ------- | --------- | -------------------------- | ----- | ------- | ---------- | ------ | -- | -- | ---- | --------- |
| 2009  | 125 cm³ | Honda     | SAG-Castrol                | 39    | 12      | 0          | 0      | 0  | 0  | 21   | 22        |
| 2009  | 125 cm³ | Aprilia   | Jack & Jones Team          | 39    | 12      | 0          | 0      | 0  | 0  | 21   | 22        |
| 2010  | 125 cm³ | Lambretta | Lambretta Reparto Corse    | 39    | 16      | 0          | 0      | 0  | 0  | 72   | 12        |
| 2010  | 125 cm³ | Aprilia   | Stipa - Molenaar Racing GP | 39    | 16      | 0          | 0      | 0  | 0  | 72   | 12        |
| 2011  | 125 cm³ | Aprilia   | RW Racing GP               | 39    | 15      | 0          | 2      | 0  | 0  | 116  | 8         |
| 2012  | Moto3   | Kalex KTM | RW Racing GP               | 39    | 17      | 2          | 8      | 0  | 1  | 214  | 2         |
| 2013  | Moto3   | KTM       | Red Bull KTM Ajo           | 39    | 17      | 7          | 12     | 4  | 5  | 302  | 3         |
| 2014  | Moto2   | Kalex     | Paginas Amarillas HP 40    | 39    | 18      | 0          | 2      | 0  | 1  | 85   | 8         |
| 2015  | Moto2   | Kalex     | Paginas Amarillas HP 40    | 39    | 17      | 0          | 0      | 0  | 0  | 80   | 13        |
| 2016  | Moto2   | Kalex     | SAG Team                   | 39    | 6       | 0          | 1      | 0  | 0  | 37   | 10        |
| Razem |         |           |                            |       | 118     | 9          | 25     | 4  | 7  | 927  |           |

### Starty
| Sezon | Klasa   | Motocykl  | 1      | 2      | 3      | 4      | 5      | 6      | 7      | 8      | 9      | 10     | 11     | 12     | 13     | 14     | 15     | 16     | 17     | 18    | Poz. | Pkt. |
| ----- | ------- | --------- | ------ | ------ | ------ | ------ | ------ | ------ | ------ | ------ | ------ | ------ | ------ | ------ | ------ | ------ | ------ | ------ | ------ | ----- | ---- | ---- |
| 2009  | 125 cm³ | Honda     | QAT    | JPN    | SPA 23 | FRA    | ITA    | CAT NU |        |        |        |        |        |        |        |        |        |        |        |       | 22   | 21   |
| 2009  | 125 cm³ | Aprilia   |        |        |        |        |        |        | NED 16 | GER 13 | GBR 6  | CZE NU | IND 13 | RSM 21 | POR 15 | AUS 19 | MAL 15 | VAL 13 |        |       | 22   | 21   |
| 2010  | 125 cm³ | Lambretta | QAT NU | SPA 15 |        |        |        |        |        |        |        |        |        |        |        |        |        |        |        |       | 12   | 72   |
| 2010  | 125 cm³ | Aprilia   |        |        | FRA 10 | ITA NW | GBR NU | NED 8  | CAT NU | GER NU | CZE 10 | IND 12 | RSM NU | ARA 10 | JPN 8  | MAL 8  | AUS 8  | POR 5  | VAL 10 |       | 12   | 72   |
| 2011  | 125 cm³ | Aprilia   | QAT 8  | SPA NU | POR 8  | FRA 10 | CAT NU | GBR 4  | NED 2  | ITA 6  | GER 5  | CZE NW | IND    | RSM NU | ARA 5  | JPN 23 | AUS 2  | MAL NU | VAL 7  |       | 8    | 116  |
| 2012  | Moto3   | Kalex KTM | QAT 4  | SPA 2  | POR 3  | FRA NU | CAT 10 | GBR 2  | NED 4  | GER 3  | ITA NU | IND 1  | CZE 2  | RSM 2  | ARA 1  | JPN NU | MAL 4  | AUS 15 | VAL 10 |       | 2    | 214  |
| 2013  | Moto3   | KTM       | QAT 1  | AME 3  | SPA 2  | FRA 3  | ITA 1  | CAT 1  | NED 1  | GER 2  | IND 5  | CZE 1  | GBR 1  | RSM 4  | ARA 4  | MAL 1  | AUS 3  | JPN NU | VAL 14 |       | 3    | 302  |
| 2014  | Moto2   | Kalex     | QAT 14 | AME NU | ARG 3  | SPA 6  | FRA 5  | ITA 2  | CAT NU | NED 15 | GER 14 | IND 26 | CZE NU | GBR 19 | RSM 15 | ARA 13 | JPN 15 | AUS 17 | MAL 11 | VAL 4 | 8    | 85   |
| 2015  | Moto2   | Kalex     | QAT NU | AME 27 | ARG 11 | SPA 7  | FRA NU | ITA 5  | CAT 5  | NED NW | GER 17 | IND 16 | CZE 9  | GBR 17 | RSM 9  | ARA NU | JPN NU | AUS 6  | MAL 6  | VAL 6 | 13   | 80   |
| 2016  | Moto2   | Kalex     | QAT 2  | ARG 15 | AME 13 | SPA 9  | FRA 10 | ITA NU | CAT NW | NED    | GER    | AUT    | CZE    | GBR    | RSM    | ARA    | JPN    | AUS    | MAL    | VAL   | 10   | 37   |